# Kanton Quevedo
Der Kanton Quevedo befindet sich in der Provinz Los Ríos westzentral in Ecuador. Er besitzt eine Fläche von 305 km². Im Jahr 2022 lag die Einwohnerzahl bei rund 206.000. Verwaltungssitz des Kantons ist die Stadt Quevedo mit 120.379 Einwohnern (Stand 2010). Der Kanton Quevedo wurde am 7. Oktober 1943 eingerichtet.

## Lage
Der Kanton Quevedo liegt im nördlichen Westen der Provinz Los Ríos. Der Kanton liegt im Tiefland westlich der Cordillera Occidental. Der Río Vinces (Río Quevedo) durchquert den Kanton in südlicher Richtung. Im Osten reicht der Kanton bis zum Río Catarama (Río Chipe).
Der Kanton Quevedo grenzt im Nordwesten an den Kanton Buena Fe, im Nordosten an den Kanton Valencia, im Osten an den Kanton Quinsaloma, im äußersten Süden an den Kanton Ventanas, im Süden und Südwesten an den Kanton Mocache sowie im Westen an den Kanton El Empalme der Provinz Guayas.

## Verwaltungsgliederung
Der Kanton Quevedo ist in die Parroquias urbanas („städtisches Kirchspiel“)
- 7 de Octubre
- 24 de Mayo
- El Guayacán
- Nicolás Infante Díaz
- Quevedo
- San Camilo
- San Cristóbal
- Venus del Río Quevedo
- Viva Alfaro

und in die Parroquias rurales („ländliches Kirchspiel“)
- La Esperanza
- San Carlos

gegliedert.

## Geschichte
Entwicklung der Einwohnerzahl im Kanton Quevedo bei landesweiten Volkszählungen zum jeweiligen Gebietsstand:
| Jahr                    | Einwohner | +/-     |
| ----------------------- | --------- | ------- |
| 1950                    | 33.082    | –       |
| 1962                    | 76.873    | 132,4 % |
| 1974                    | 130.588   | 69,9 %  |
| 1982                    | 164.920   | 26,3 %  |
| 1990                    | 196.568   | 19,2 %  |
| 2001                    | 139.790   | −28,9 % |
| 2010                    | 173.575   | 24,2 %  |
| 2022                    | 206.008   | 18,7 %  |
| Datenherkunft: Wikidata |           |         |